# Alfredo Armano
Alfredo Armano (La Spezia, 4 ottobre 1885 – La Spezia, 15 settembre 1965) è stato un calciatore e arbitro di calcio italiano, di ruolo mediano.

## Biografia
Era noto come Armano II, per distinguerlo dal fratello maggiore Gioacchino o Armano I.

## Carriera
Alfredo Armano fu uno dei fondatori e giocatori della Juventus. Vestì la maglia bianconera in sette occasioni, senza segnare nessuna rete. Il suo esordio avvenne contro la Torinese il 2 marzo 1902, partita pareggiata 1-1, mentre il suo ultimo incontro fu il 22 gennaio del 1911 contro la Pro Vercelli, in cui i bianconeri persero per 4-0.

## Arbitro
Iniziò ad arbitrare nel 1907, dirigendo subito le partite di Prima Categoria quale arbitro della Juventus.
Ha arbitrato presumibilmente fino al 1922.
Nel 1948, in occasione del 50º anniversario della FIGC, fu insignito del titolo di pioniere del calcio italiano.

## Statistiche

### Presenze e reti nei club
| Stagione  | Club     | Campionato | Campionato | Campionato | Campionato |
| Stagione  | Club     | Comp       | Pres       | Reti       |            |
| --------- | -------- | ---------- | ---------- | ---------- | ---------- |
| 1902      | Juventus | CI         | 3          | 0          |            |
| 1902-1903 | Juventus | CI         | 2          | 0          |            |
| 1903-1904 | Juventus | PC         | 0          | 0          |            |
| 1904-1905 | Juventus | PC         | 0          | 0          |            |
| 1905-1906 | Juventus | PC         | 0          | 0          |            |
| 1906-1907 | Juventus | PC         | 0          | 0          |            |
| 1907-1908 | Juventus | PC         | 1          | 0          |            |
| 1908-1909 | Juventus | PC         | 0          | 0          |            |
| 1909-1910 | Juventus | PC         | 0          | 0          |            |
| 1910-1911 | Juventus | PC         | 1          | 0          |            |
| Totale    | Totale   | Totale     | 7          | 0          |            |